# Telescopio Rapid Eye Mount
Il telescopio Rapid Eye Mount è un telescopio robotico in configurazione Ritchey-Chrétien con lo specchio primario del diametro di 0,60 m facente parte dell'osservatorio di La Silla. È stato costruito nel 2003 dall'Istituto nazionale di astrofisica allo scopo di studiare i lampi gamma una volta individuati dal telescopio spaziale Swift. A fin di ciò ha delle dimensioni ridotte che favoriscono una rapida velocità di puntamento (10°/s) per studiare immediatamente segnali casuali.

## Scoperte
Dalla sua installazione il telescopio ha contribuito a diverse scoperte, come i lampi gamma GRB 080319B, GRB060418, GRB06067A osservati con la telecamera Tortora. Nel 2017 ha anche osservato la controparte elettromagnetica dell'onda gravitazionale GW170817, rimasta visibile per circa 100 s. In più sono stati compiuti degli studi più ampi ad esempio su stelle variabili o galassie attive.